# Canon Powershot

Logo der PowerShot-Reihe

Den Namen PowerShot führte die Firma Canon 1996 als Bezeichnung für ihre digitalen Kompaktkameras ein.
Parallel gibt es eine zweite Produktgruppe mit dem Namen Digital IXUS, die sich von Anfang an eher an Einsteiger richtete und sich durch ausgefallenes Design auszeichnete.

## Modelle

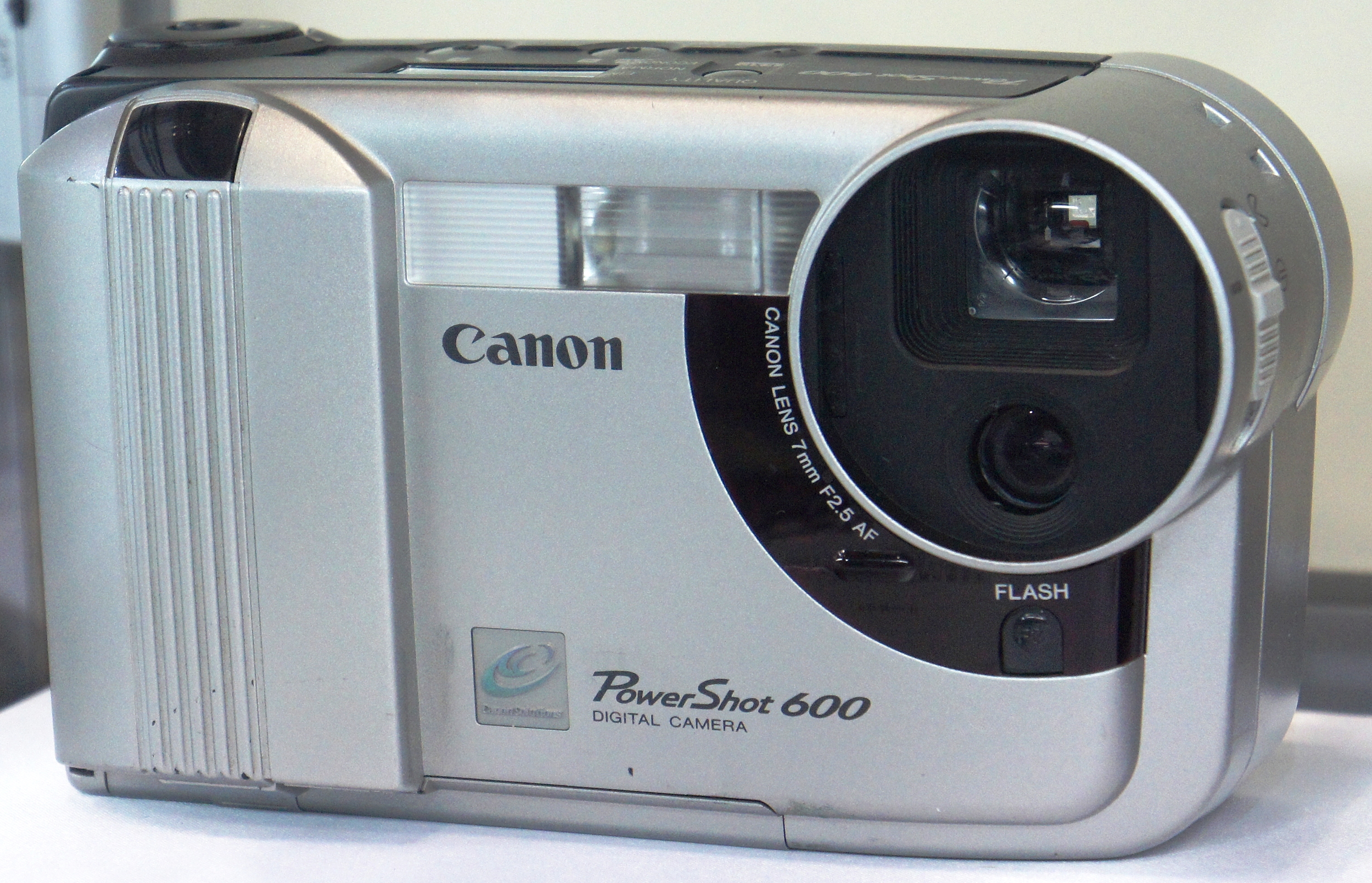
Erste Canon Powershot (1996)

Die PowerShot-Modelle teilen sich in fünf Reihen auf. Gemeinsam war allen Modellen bis Ende 2011, dass kleine CCD-Sensoren mit Bilddiagonalen zwischen 6 und 11 mm verbaut wurden. Erst mit dem Modell G1X (2012) wurde erstmals ein relativ großer CMOS-Sensor mit einer Bilddiagonalen größer als 20 mm in eine Canon PowerShot eingebaut.

### A-Reihe

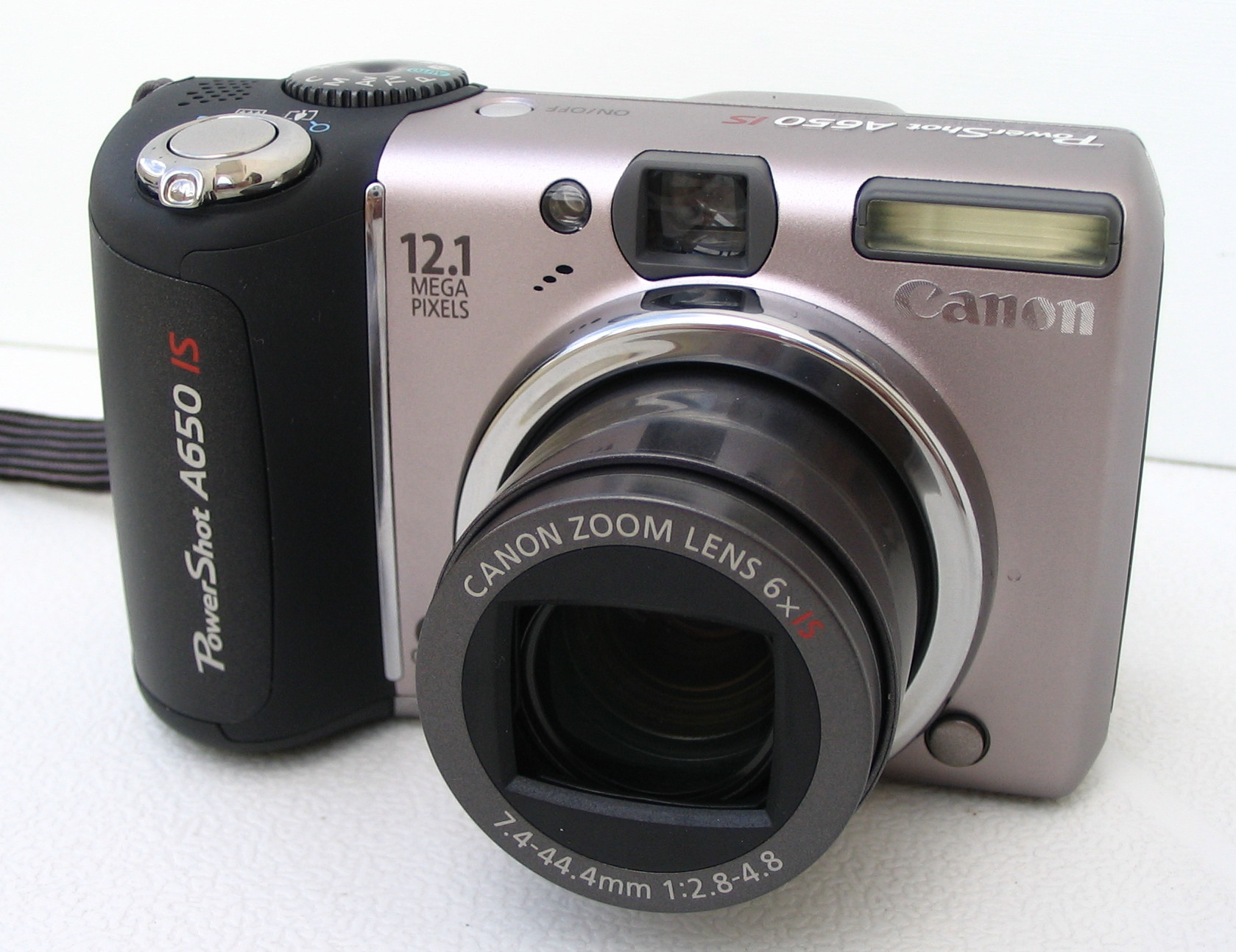
Canon PowerShot A650 IS, die leistungsfähigste Kamera der A-Serie

Die ersten Modelle der A-Reihe hatten Ausstattungsmerkmale, die identisch mit denen der damaligen analogen Spiegelreflexkameras waren. Im Laufe der Zeit ging der Hersteller dazu über, die Kameras für Einsteiger leichter bedienbar zu machen, jedoch wurde zunächst nicht auf die vielen Einstellmöglichkeiten verzichtet. Bis Ende 2008 verfügten die Kameras alle über Programm-, Zeit- und Blendenautomatik, konnten aber auch vollmanuell gesteuert werden. Als Speichermedium wurde von anfänglich CompactFlash-Karten auf die platzsparenderen Formate MMC und SD bzw. SDHC gewechselt. Um auch ambitionierteren Ansprüchen gerecht zu werden, verzichtete Canon im Gegensatz zu vielen anderen Herstellern bis Ende 2009 nicht auf den optischen Sucher, da der LC-Monitor in hellen Umgebungen nicht gut erkennbar ist. Zudem ist der Sucher bei Serienbildaufnahmen von bewegten Objekten sehr nützlich, da auf dem LC-Monitor während der Aufnahme kein Livebild wiedergegeben werden kann.
Eine Besonderheit der A-Reihe liegt in der für die Kompaktklasse ungewöhnlichen Stromversorgung, die mit AA-Batterien oder AA-Akkus realisiert wird und aufgrund der weiten Verbreitung und der preisgünstigen Ladegeräte und Ersatzakkus von den Benutzern als großer Vorteil angesehen wird.
Die neueren und zugleich auch vorerst letzten Modelle der A-Reihe, welche bis 2011 gebaut wurden, verfügen über keinen optischen Sucher mehr. Zudem verfügen die Modelle über weniger manuelle Einstellmöglichkeiten und sprechen somit zunehmend eine weniger versierte Zielgruppe an.

### G-Reihe

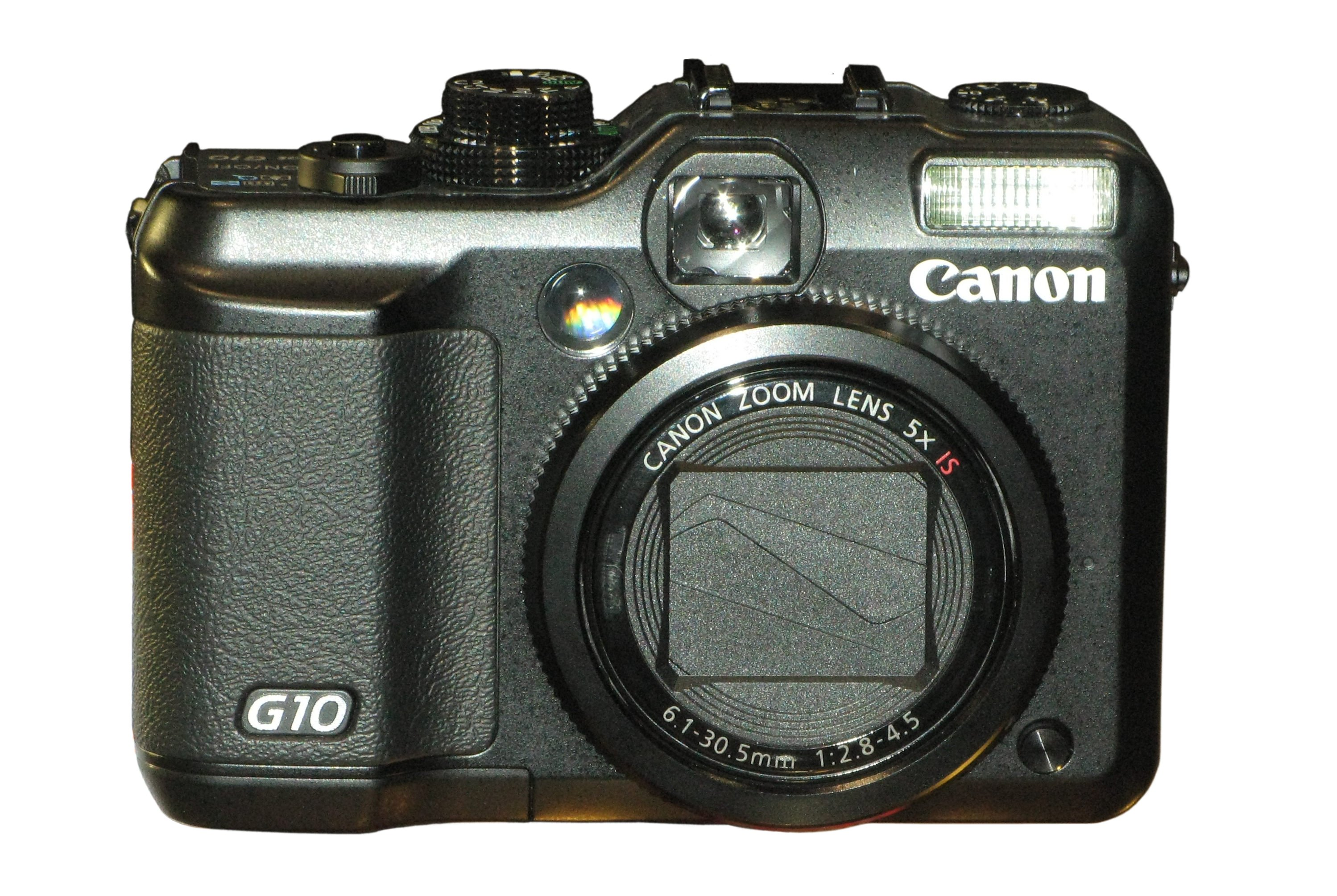
Die im Oktober 2008 eingeführte Canon PowerShot G10

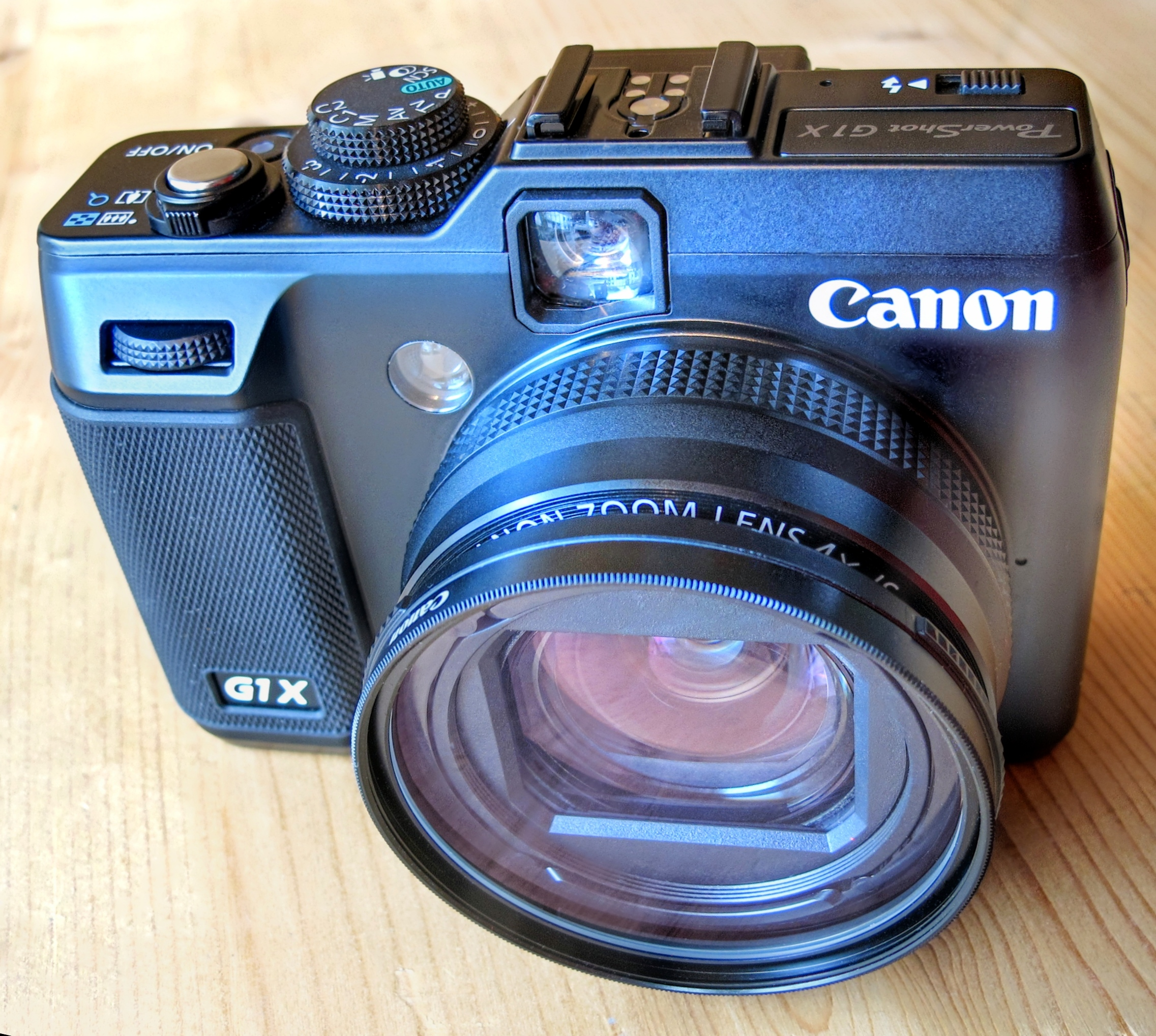
Canon PowerShot G1X mit großem Fotosensor

Die Modelle der G-Reihe richten sich eher an ambitionierte Hobbyfotografen. Die Kameras sind wegen ihres robusten Vollmetallgehäuses vergleichsweise schwer und verfügen über relativ aufwendige, lichtstarke Objektive. Eine Besonderheit stellen das dreh- und schwenkbar Display und der Blitzschuh dar, mit dem Canon-Systemblitzgeräte mit der Kamera verwendet werden können. Bereits mit frühen Modellen wie der G3 konnten wegen der guten Objektive mit einer Sensorauflösung von 4 Megapixeln Bilder gemacht werden, die Kameras mit schlechtem Objektiv, aber nominell deutlich höherer Auflösung, in den Schatten stellten. Die folgenden Modelle hatten eine zunehmend höhere Auflösung, wobei sich die G6 mit 7 Megapixeln immer noch durch vergleichsweise geringes Bildrauschen auszeichnete. Ein Bruch mit der Tradition erfolgte mit der G7, die zugunsten eines kompakteren Gehäuses auf das Schwenkdisplay verzichtete und mit einem höheren Zoomfaktor im Telebereich und dadurch bedingt mit einer um einen Blendenwert geringeren Lichtstärke aufwartete. Wie die meisten anderen Hersteller war Canon am „Megapixelrennen“ beteiligt, das für Canon mit der G10 und 14,5 Megapixeln einen vorläufigen Höhepunkt erreichte. Die höhere Auflösung führte zu vermehrtem Bildrauschen, und erst bei der im Oktober 2009 erschienenen PowerShot G11 wurde von der kontinuierlichen Megapixelsteigerung abgesehen und mit einem 10 Megapixel Sensor sogar ein Schritt zurück gemacht. Mit der G11 kehrte auch das dreh- und schwenkbare Display zurück in die G-Serie. Die Stromversorgung erfolgt durch Lithium-Ionen-Akkus, die zwar kompakter als herkömmliche AA-Akkus sind, aber auch einen deutlich höheren Preis haben. Es ist neben umfangreichen Automatikmodi möglich, die Geräte dieser Reihe vollmanuell einzustellen. Eine Besonderheit ist zudem der in allen Modellen der G-Reihe eingebaute klassische optische Sucher geworden, der als Alternative neben dem LCD eingesetzt werden kann. Die ab Februar 2012 angebotene G1 X ist die erste Kamera der PowerShot-Reihe, in die ein CMOS-Sensor im ungewöhnlich großen Format 18,7 × 14,0 mm verbaut wurde.

### SX-Reihe

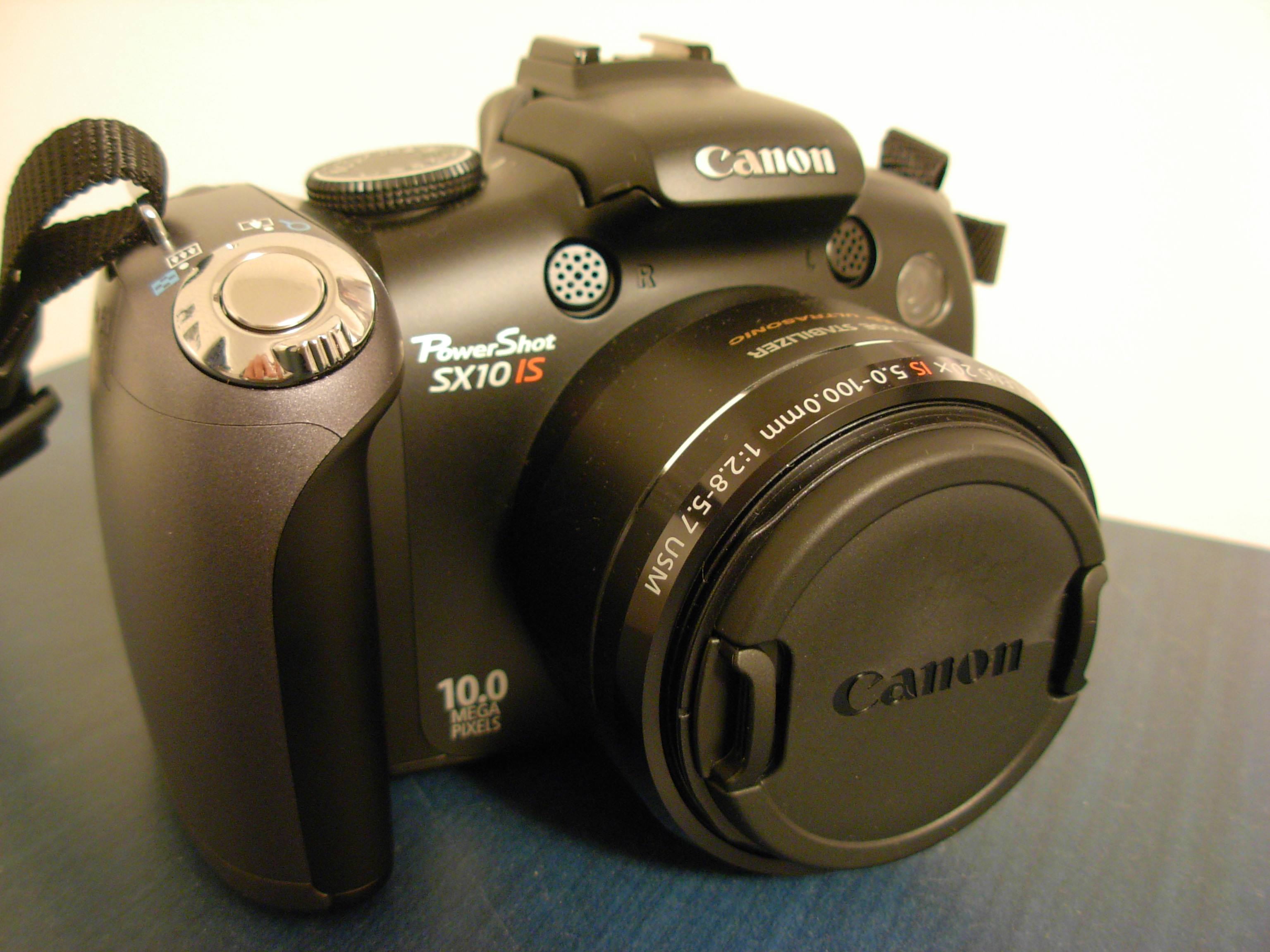
Canon PowerShot SX10 IS

Die SX-Reihe orientiert sich optisch an Spiegelreflexkameras und bietet einen deutlich größeren Zoombereich als normale Kompakt-Modelle, dafür müssen jedoch größere Kamera-Abmessungen in Kauf genommen werden. Die Stromversorgung erfolgt meist über AA-Batterien oder AA-Akkus. Es ist neben umfangreichen Automatikmodi möglich, die Geräte dieser Reihe vollmanuell einzustellen. Einen klassischen Sucher bietet kein Gerät mehr, dafür ist bei einigen Geräten ein digitaler Sucher vorhanden. Die erste Serie trug die Bezeichnungen S, gefolgt von einer einstelligen Zahl („S1“ bis „S5“); diese Serie wurde 2008 von der SX-Reihe fortgesetzt.

### S-Reihe

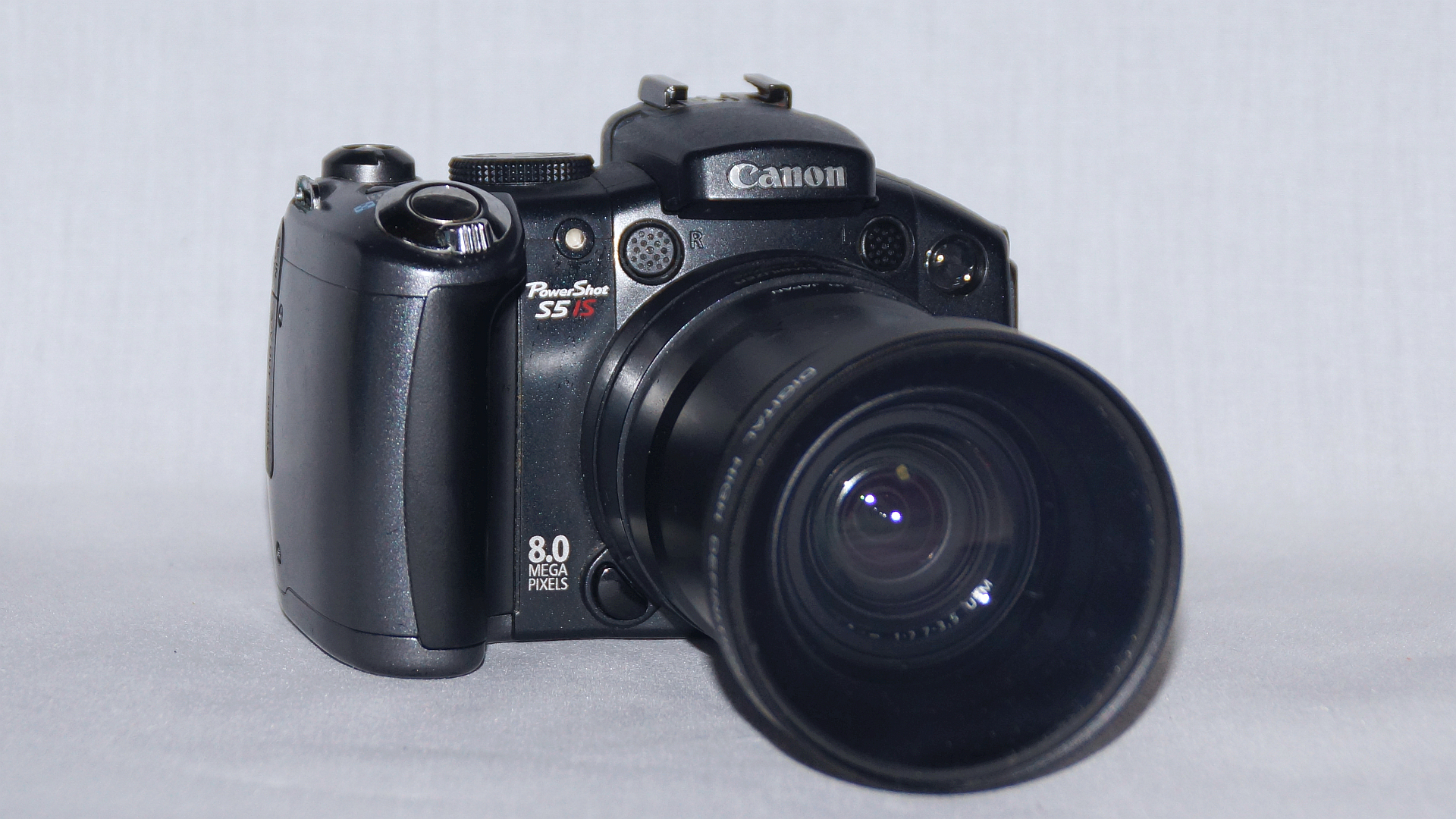
Canon S5 iS: Bridgecamera Zoom 1:2.7-3.5 36-432mm (KB)

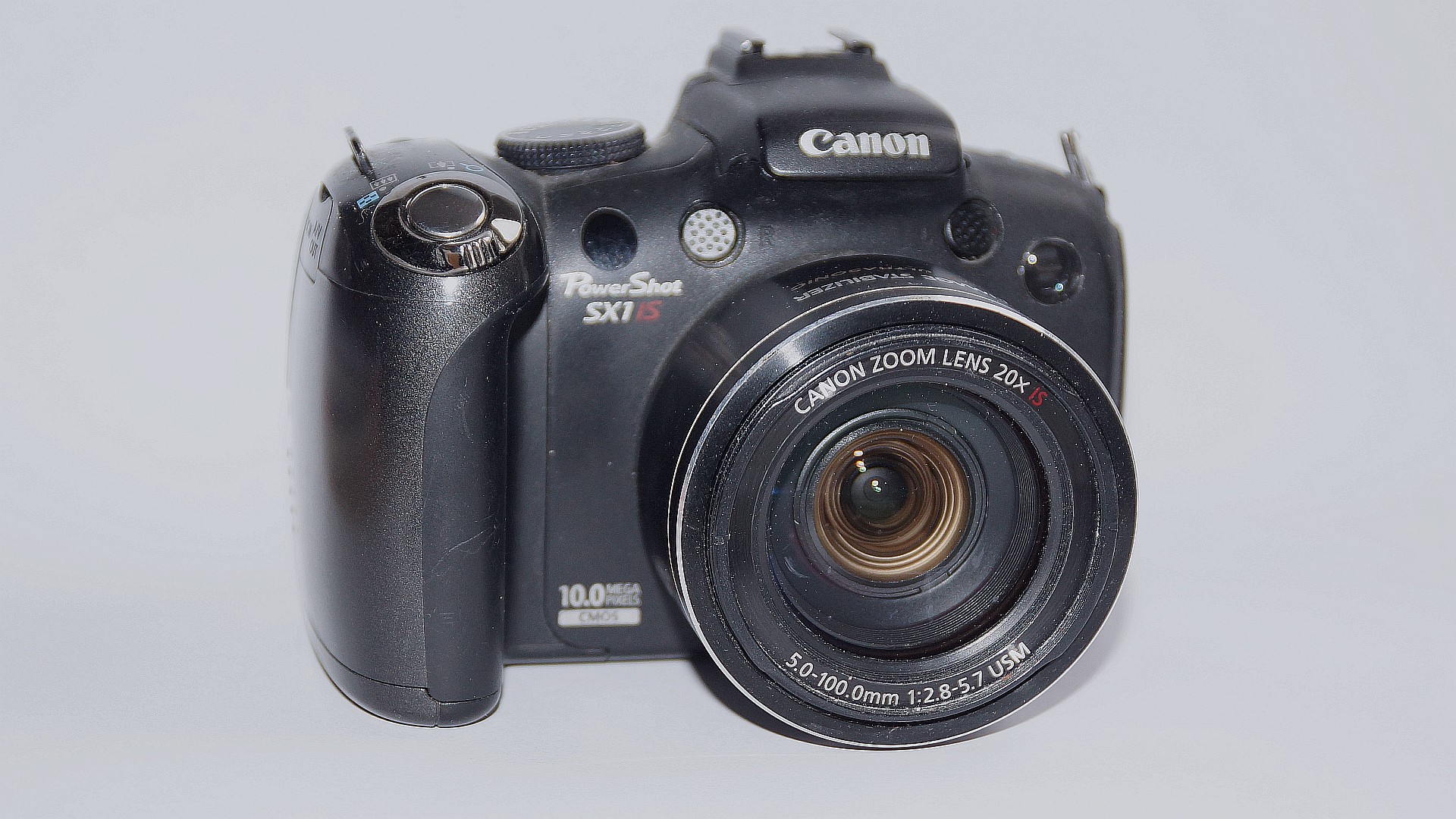
Canon SX1 iS Bridgecamera Zoom 1:2.8-5.7 28-560mm (KB)

Parallel zur S[x]-Reihe bietet Canon seit 1999 eine S[xx]-Reihe (mit einer zweistelligen Nummer) an. Die beiden ersten Kameras der Serie (S10, S20) waren preiswerte Kompaktkameras für Einsteiger, während mit dem 2001 eingeführten Modell S30 eine neue Zielgruppe anspruchsvollerer Fotografen angepeilt wurde. Von Anfang an waren die Modelle der Serie technisch weitgehend mit den anspruchsvollen Amateurmodellen der G-Serie eng verwandt, boten aber diese Features in einem deutlich kleineren und leichteren, aber weniger robusten und mehr am Design orientierten Gehäuse. Die Kameras sind zwischen den Modellen der IXUS- und der G-Serie angesiedelt, sowohl preislich als auch technisch. Sie bieten über die IXUS-Modelle hinaus manuelle Einstellmöglichkeiten, aber nicht den Zoomfaktor und das Schwenkdisplay der G-Serie. Neuere Modelle ab der S90 übertreffen die parallelen Schwestermodelle der G-Serie zwar im Weitwinkelbereich an Lichtstärke, bleiben ihnen aber auf Grund der kompakteren Objektivbauweise im kritischeren Telebereich an Lichtstärke unterlegen. Die kompakte Objektivbauweise führt bei den neueren Modellen auch zu merklichen Verzerrungen, die bei Bildern im JPEG-Format automatisch innerhalb der Kamera korrigiert werden, bei Bildern im RAW-Format aber je nach RAW-Konverter manuell korrigiert werden müssen. Manche RAW-Konverter wie z. B. Silkypix unterstützen diese Modelle überhaupt nicht mehr. Die im Herbst 2011 vorgestellte S100 bietet erstmals in der S-Reihe einen CMOS-Sensor, dieser hat eine Auflösung von 12 Megapixeln. Das Metallgehäuse des Vorgängermodells S95 wurde mit geringen Änderungen übernommen und der Zoombereich des Objektivs wurde auf 24 bis 120 mm (35-mm-Äquivalent) erweitert. Zusätzlich hat die S100 einen eingebauten GPS-Empfänger. Sie ist in schwarz und silber erhältlich. Die ein Jahr später vorgestellte S110 bietet nur kleine Veränderungen zur S100 in einem leicht veränderten Metallgehäuse: Sie hat unter anderem einen Touchscreen, statt GPS ist ein WLAN-Modul verbaut und sie hat eine elektronische Wasserwaage. Die Kamera ist in schwarz, silber und weiß lieferbar.

### D-Reihe
Die D-Reihe bietet wasserdichte und stoßfeste Kameras, die für Outdoor-Aktivitäten gedacht sind und sich vom Funktionsumfang (meist nur wenige manuelle Funktionen) an Einsteiger richten. Die Stromversorgung erfolgt über Lithium-Ionen-Akkus.

### PowerShot Pro

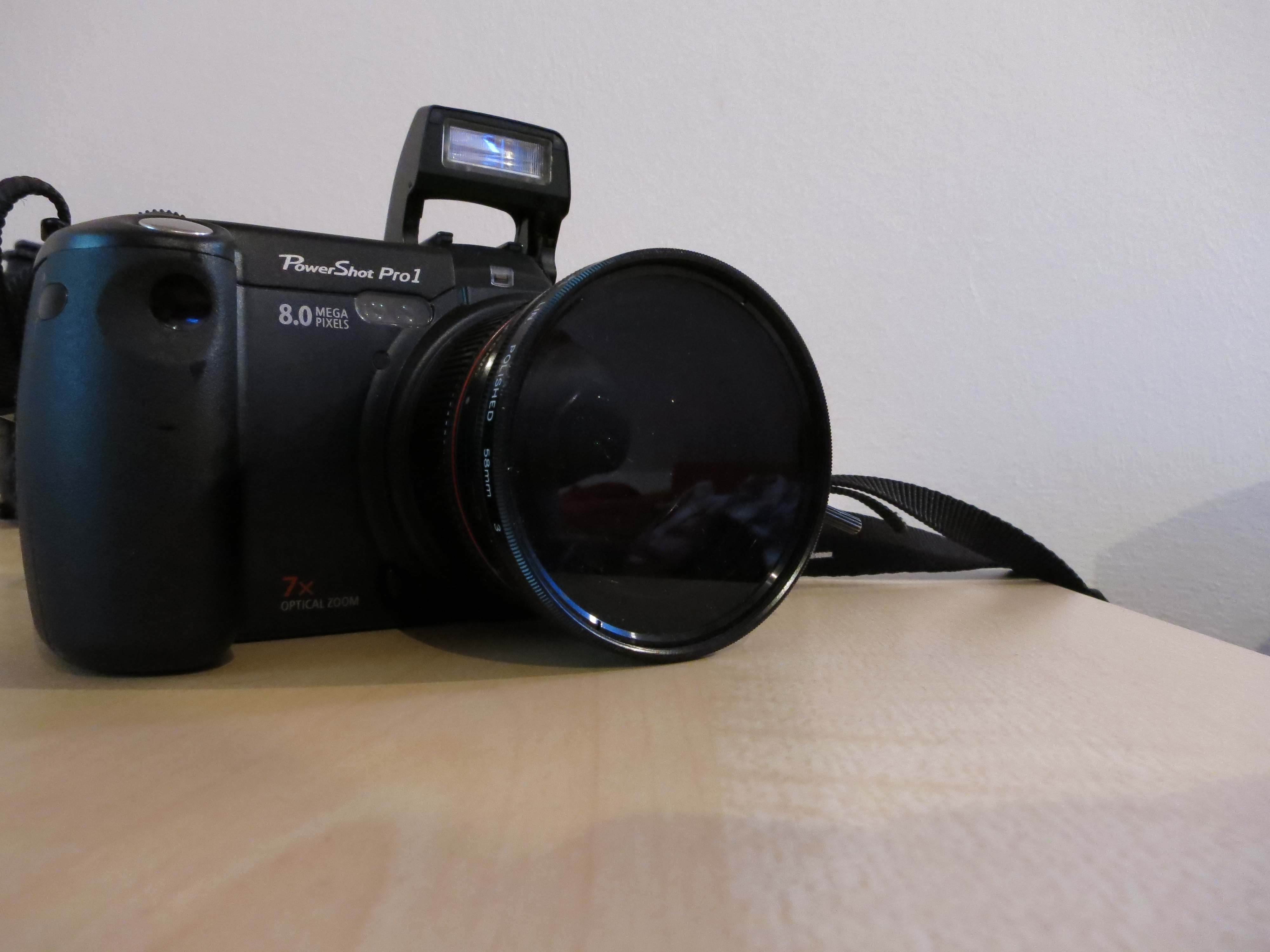
PowerShot Pro1, aufgenommen mit einer PowerShot S110

Die PowerShot Pro-Serie zeichnet sich durch einen im Vergleich zur G-Serie höheren Zoomfaktor bei vergleichbarer Lichtstärke aus. Frühe Modelle waren die PowerShot Pro70 und Pro90 IS. Im März 2004 erschien mit der PowerShot Pro1 eine Kamera, die sich an anspruchsvolle Amateure richtete und als Konkurrenzmodell zu den Kameras Konica-Minolta A2 und A200, Nikon Coolpix 8700, Olympus C-8080 und Sony F828 auftrat, mit denen sie denselben Sony 8 Megapixel 2/3″-Sensor teilt. Das Modell ist erstmals bei Kompaktkameras mit einem üblicherweise im professionellen Bereich anzutreffenden „L“-Objektiv mit äquivalent 28–200 mm Brennweite und Lichtstärke 2,4–3,5 ausgestattet. Das Objektiv enthält sowohl UD- als auch asphärische Linsen und Ultraschallmotoren für Scharfstellung und Zoom. Die Bilder können sowohl im JPG- als auch im RAW-Format auf CompactFlash-Karten gespeichert werden. Als Sucher hat die Kamera einen dreh- und schwenkbaren 2″-LC-Bildschirm und einen elektronischen Sucher.
Die Reihe wurde bislang nicht fortgesetzt.

## CHDK – alternativer Firmware-Aufsatz
Findigen Programmierern ist es gelungen, einen Aufsatz auf die Original-Firmware zu entwickeln. Diese Modifikation ist als CHDK (Canon Hack Development Kit) bekannt und erlaubt neben der Benutzung des RAW-Dateiformates viele andere Funktionen, die normalerweise nur bei hochpreisigeren Kameras vorhanden sind. CHDK wird auf der SD-Karte abgelegt und nur in den flüchtigen Speicher (RAM) der Kamera geladen, die Original-Firmware bleibt dabei erhalten.